# Le Pas-Saint-l'Homer
Le Pas-Saint-l'Homer è un comune francese di 122 abitanti situato nel dipartimento dell'Orne nella regione della Normandia.

## Società

### Evoluzione demografica
Abitanti censiti